# Fama Fraternitatis
Fama Fraternitatis Rosae Crucis (Fama fraternitatis Roseae Crucis oder Die Bruderschaft des Ordens der Rosenkreuzer), ou simplesmente Fama Fraternitatis, é um manifesto rosacruciano publicado em 1614 na cidade alemã de Kassel.
Manifestos Rosacruzes
- 1614 - Fama Fraternitatis
- 1615 - Confessio Fraternitatis
- 1616 - Núpcias Químicas de Christian Rozenkreuz